# Бачівська сільська рада (Глухівський район)
Ба́чівська сільська́ ра́да — колишній орган місцевого самоврядування у Глухівському районі Сумської області. Адміністративний центр — село Бачівськ.

## Загальні відомості
- Населення ради: 520 осіб (станом на 2001 рік)

## Населені пункти
Сільській раді були підпорядковані населені пункти:
- с. Бачівськ
- с. Товстодубове

### Колишні населені пункти
- с. Широке

## Склад ради
Рада складалася з 12 депутатів та голови.
- Голова ради: Ющенко Лідія Юріївна
- Секретар ради: Щегловитова Наталія Іванівна

### Керівний склад попередніх скликань
| Прізвище, ім'я, по батькові | Основні відомості                                                         | Дата обрання | Дата звільнення |
| --------------------------- | ------------------------------------------------------------------------- | ------------ | --------------- |
| Ющенко Лідія Юріївна        | Сільський голова, 1962 року народження, освіта вища                       | 26.03.2006   | 31.10.2010      |
| Ющенко Лідія Юріївна        | Сільський голова, 1962 року народження, освіта вища, член Партії регіонів | 31.10.2010   |                 |

Примітка: таблиця складена за даними сайту Верховної Ради України